# Gharanidż
Gharanidż (arab. غرانيج) – miasto w Syrii, w muhafazie Dajr az-Zaur. W 2004 roku liczyło 23 009 mieszkańców.